# Еридан (митология)
Вижте пояснителната страница за други значения на Еридан.
Ерида̀н (на старогръцки: Ἠρῐδᾰνός, на латински: Eridanus) е
- Речен бог от древното северно царство на Хиперборея, брат на Океанидите. Според Хезиод (Теогония, 338), Нон от Панополис (Деянията на Дионис/Дионисиака, 23.236) и Хигин (Fabulae, 14) той е син на титана Океан и на нимфата Тетия и баща на Зевксипа (на старогръцки: Ζευξίππη) – майка на атинския герой Бут. Според Овидий (Метаморфози, 2319) е баща на Неядите Хеспериди. Според Вергилий (Георгики, i, 482) и Овидий (Метаморфози, ii, 324) той е Крал на реките и по бреговете му има кехлибар. Той се изобразява като бик (Вергилий, Георгики, IV, 371). Еридан е баща на Неядите Хеспериди (на старогръцки: Ναιαδες Ἑσπεριαι). Има място сред звездите като съзвездието Еридан (Арат от Соли, Небесни явления, 360 - 365)
- Река в древногръцката митология. В нея пада Фаетон, след като светкавицата на Зевс го поваля от колесницата на баща му Хелиос. (Филострат Стари, Imagines, 1, 11). В древността с наименованието се асоциират следните реки:
  - Една от реките в област Атика
  - Река в Северна Европа, може би Истър или Западна Двина
  - По – река в днешна Северна Италия (Полибий, Всеобща история, II, 16, 6)
  - Рона (според Есхил) – река в днешни Швейцария и Франция
  - Една от реките на Хадес според Вергилий (Енеида, VI, 659).

Според Херодот (История, III 15) Еридан е река в Западна Европа, която се влива в Северно море, откъдето се добива кехлибар. В по-късни времена се свързва с река По в Северна Италия, където се е добивал кехлибар.
В своята „Аргонавтика“ (Argonautica, IV, 622 - 629) Аполоний Родоски твърди, че Еридан, по която плават Аргонавтитe, се влива директно в река Родан (Рона). Павзаний (Описание на Елада, Кн. 4) поставя Еридан в северните европейски страни, където живеят галатяните. Страбон (География, V, 1, 9) твърди, че Еридан не е никъде по Земята, въпреки че е свързван с По. Дионисий Периегет (Описание на света, 288 - 289) локализира произхода му на изток, западно от река По.
Според преданието реката е богата на кехлибар (Овидий, Метаморфози, 2: 365; Херодот, История), който според митологията са застиналите сълзи на Хелиадите, оплаквали смъртта на брат им Фаетон (Филострат Стари, Imagines, 1, 11).
Към нимфите на Еридан се обръща Херакъл, за да моли помощ за намиране на Градините на Хесперидите.
Името на Еридан като „небесна река“ носи съзвездието Еридан.